# Liste der Naturdenkmale in Stein-Neukirch
Die Liste der Naturdenkmale in Stein-Neukirch nennt die im Gemeindegebiet von Stein-Neukirch ausgewiesenen Naturdenkmale (Stand 13. Juni 2024).

## Naturdenkmale
| Nr.         | Bezeichnung                           | Lage                                        | Beschreibung                                                         | Bild            |
| ----------- | ------------------------------------- | ------------------------------------------- | -------------------------------------------------------------------- | --------------- |
| ND-7143-464 | Alte Bäume um die evangelische Kirche | Neukirch, Burbacher Straße, bei Nr. 11 Lage | Fraxinus excelsior, sechs Bäume, und Acer pseudoplatanus, neun Bäume | Fotos hochladen |